# Cyd Gray
Cyd Gray (ur. 21 listopada 1973 w Scarborough na wyspie Tobago), piłkarz pochodzący z Trynidadu i Tobago, grający na pozycji obrońcy.
Cyd Gray nigdy nie grał w klubie poza swoim krajem. Pierwszym jego klubem z ligi Trynidadu i Tobago był klub z rodzinnej wyspy Tobago – Roxborough United. W wieku 19 lat Gray przeniósł się na sąsiedni Trynidad do klubu Joe Public FC, a potem grał jeszcze w San Juan Jabloteh. W 2008 roku grał w indyjskim Pune FC oraz ponownie w San Juan Jabloteh. W 2009 roku był piłkarzem United Petrotrin, a w 2009 roku przeszedł do Ma Pau SC.
Cyd to bardzo dobry obrońca, grający niezwykle twardo, ale posiada także świetną szybkość, dzięki czemu może grać na bokach obrony. W reprezentacji Trynidadu i Tobago Gray zadebiutował w marcu 2001 w meczu przeciwko reprezentacji Kostaryki. Pierwszego gola zdobył w wygranym 2:0 meczu z Grenadą, a było to 26 listopada 2004 roku i jest to jak na razie jego jedyny gol w reprezentacji, zdobyty zresztą tuż po 31. urodzinach. Dobra gra spowodowała także, że selekcjoner Leo Beenhakker powołał Graya do kadry na Mistrzostwa Świata w Niemczech. Tam zagrał w pierwszym meczu przeciwko reprezentacji Szwecji. Cała reprezentacja Trynidadu i Tobago spisała się znakomicie i w debiucie na tak wielkiej imprezie osiągnęła remis 0:0, jednak po porażkach z Anglią (0:2) oraz Paragwajem (0:2) wróciła do domu po fazie grupowej. Cyd był obok Dwighta Yorke’a jedynym piłkarzem w kadrze reprezentacji pochodzącym z Tobago.